# Manuel Orellana
Manuel María Orellana Contreras (zmarł 1940) – gwatemalski generał i polityk, który po dokonaniu zamachu stanu został w grudniu 1930 szefem junty i tymczasowym prezydentem Gwatemali, ustąpił jednak na skutek nacisków ze strony Stanów Zjednoczonych.